# Keep Right
Keep Right è il settimo album solista del rapper statunitense KRS-One. Pubblicato il 31 luglio del 2004, è distribuito da Grit Records e On the Corner.

## Recensioni
| Recensione                    | Giudizio |
| ----------------------------- | -------- |
| AllMusic                      | [ 1 ]    |
| RapReviews                    | [ 2 ]    |
| The Rolling Stone Album Guide | [ 3 ]    |
| Stylus Magazine               | C+       |
| HipHopDX                      | [ 5 ]    |
| Prefix Magazine               | [ 6 ]    |

L'album ottiene recensioni miste. Rob Theakston per AllMusic scrive che «Keep Right è uno dei migliori sforzi di KRS-One negli ultimi anni. Ritornando ai valori di produzione e alle filosofie liriche che lo hanno messo in prima linea nell'hip-hop, Keep Right supera di gran lunga i suoi recenti tentativi da solista e lo mostra nella migliore forma di combattimento [...] anche nel suo peggior giorno, KRS può ancora sconfiggere la maggior parte dei parolieri al loro meglio.»

## Tracce
1. Club Shoutouts – 1:00 (musica: KRS-One)
2. Are You Ready For This – 3:04 (musica: Domingo)
3. Illegal Business – 3:45 (musica: Domingo)
4. The Prayer Of Afrika Bambaataa (featuring Afrika Bambaataa) – 0:40 (musica: KRS-One)
5. You Gon Go? – 4:32 (musica: Ten)
6. Phucked – 3:08 (musica: Ten)
7. A Call to Order (featuring Afrika Bambaataa) – 0:32 (musica: KRS-One)
8. Everybody Rise (L Da Headtoucha) – 2:23 (musica: Soul Supreme)
9. Stop Skeemin' (featuring Joe) – 2:56 (musica: Rich Nice)
10. ...And Then Again... (featuring Mad Lion) – 1:51 (musica: B. Creative)
11. My Mind is Racing – 2:37 (musica: Jon Doe)
12. Here We Go – 1:42 (musica: Q-Bert)
13. Me Man – 1:46 (musica: Domingo)
14. Feel This – 2:25 (musica: Gato)
15. Dream – 1:03 (musica: KRS-One)
16. I Been There – 2:29 (musica: B. Creative)
17. Freestyle Ministry (Sever Verbals) – 2:17 (musica: Daneja)
18. The I – 2:50 (musica: KRS-One)
19. Bucshot Shoutout – 0:20
20. Rap History – 1:18 (musica: Gato)
21. Let 'Em Have It – 3:28 (musica: Soul Supreme)
22. Still Spittin' (featuring An Ion, Illin' P, L Da Headtoucha & Supastition) – 4:31 (musica: Daneja)
23. The Conclusion – 0:49 (musica: Statik Selektah)

Durata totale: 51:26

## Classifiche

### Classifiche settimanali
| Classifica (2004)         | Posizione massima |
| ------------------------- | ----------------- |
| US Top R&B/Hip-Hop Albums | 80                |